# Diego Herrera
Diego Rodrigo Herrera Larrea, né le 20 avril 1969 dans la Province de Pichincha en Equateur, est un ancien footballeur international équatorien. Il évoluait au poste d'attaquant.

## Biographie

### En club
Il inscrit 20 buts au sein du championnat d'Équateur lors de la saison 2000. il est meilleur buteur du championnat lors de la saison 1993, avec 18 buts.

### En équipe nationale
Diego Herrera joue 11 fois en faveur de l'équipe d'Équateur entre 1992 et 2000, sans marquer de but.

## Palmarès

### Club
- LDU Quito
  - Champion d'Équateur en 1990

### International
- équipe d'Équateur
  - Vainqueur de la Coupe de Corée en 1995

## Source de la traduction
- (en) Cet article est partiellement ou en totalité issu de l’article de Wikipédia en anglais intitulé « Diego Herrera » (voir la liste des auteurs).